# Gouy-en-Artois
Gouy-en-Artois ist eine französische Gemeinde mit 326 Einwohnern (Stand 1. Januar 2022) im  Département Pas-de-Calais. Sie gehört zum  Arrondissement Arras, zum Kanton Avesnes-le-Comte und zum Gemeindeverband Campagnes de l’Artois.

## Lage
Die Gemeinde Gouy-en-Artois liegt im Südosten des Artois, 16 Kilometer westsüdwestlich der Innenstadt von Arras. Nachbargemeinden von Gouy-en-Artois sind Wanquetin im Nordosten, Simencourt und Monchiet im Osten, Bailleulval im Südosten, Bailleulmont im Süden, Bavincourt im Südwesten sowie Fosseux im Nordwesten.

## Bevölkerungsentwicklung
| Jahr                       | 1962 | 1968 | 1975 | 1982 | 1990 | 1999 | 2006 | 2012 | 2022 |
| -------------------------- | ---- | ---- | ---- | ---- | ---- | ---- | ---- | ---- | ---- |
| Einwohner                  | 448  | 437  | 407  | 386  | 383  | 375  | 356  | 332  | 326  |
| Quellen: Cassini und INSEE |      |      |      |      |      |      |      |      |      |

## Sehenswürdigkeiten

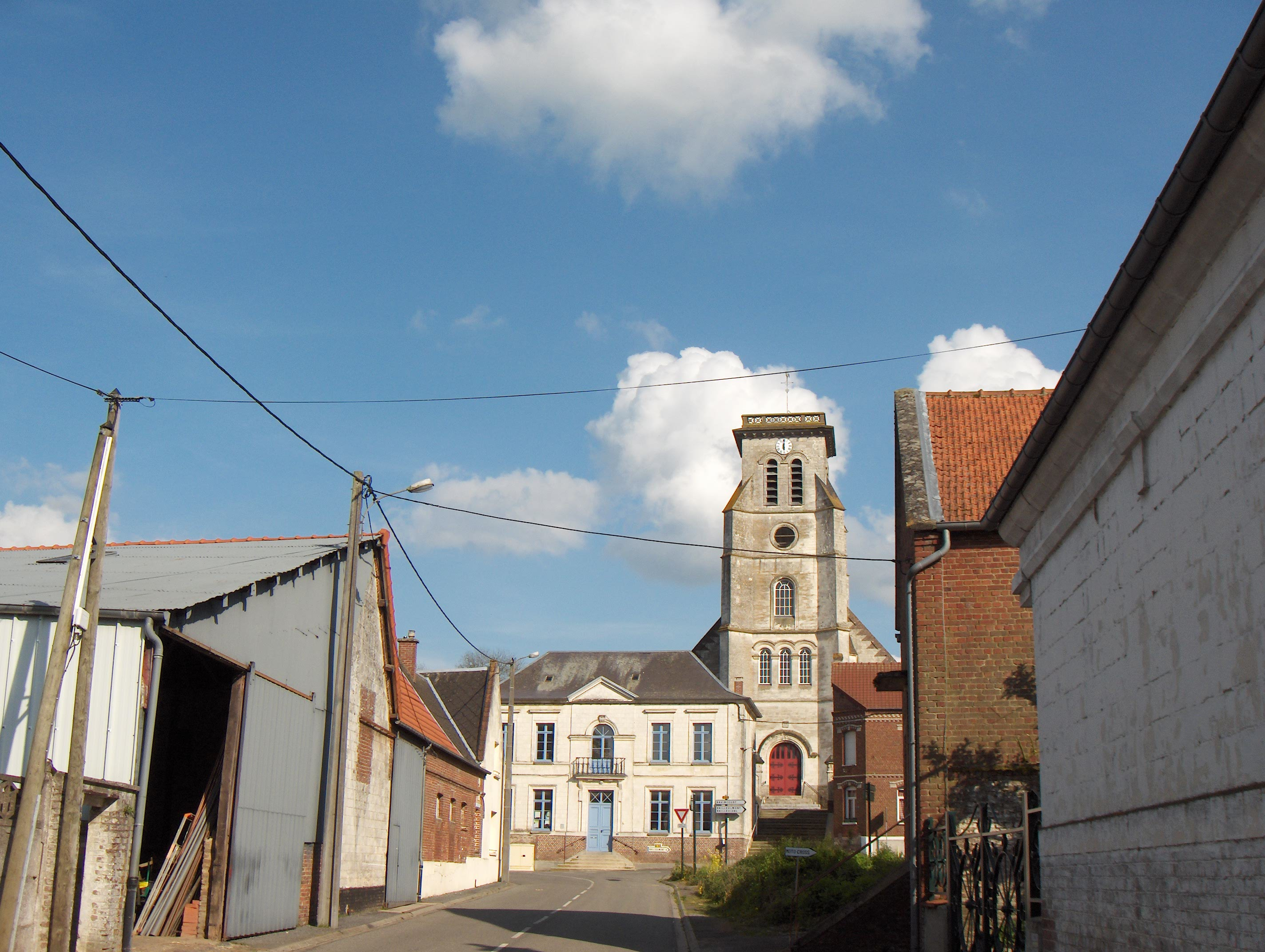
Kirche Saint-Amand
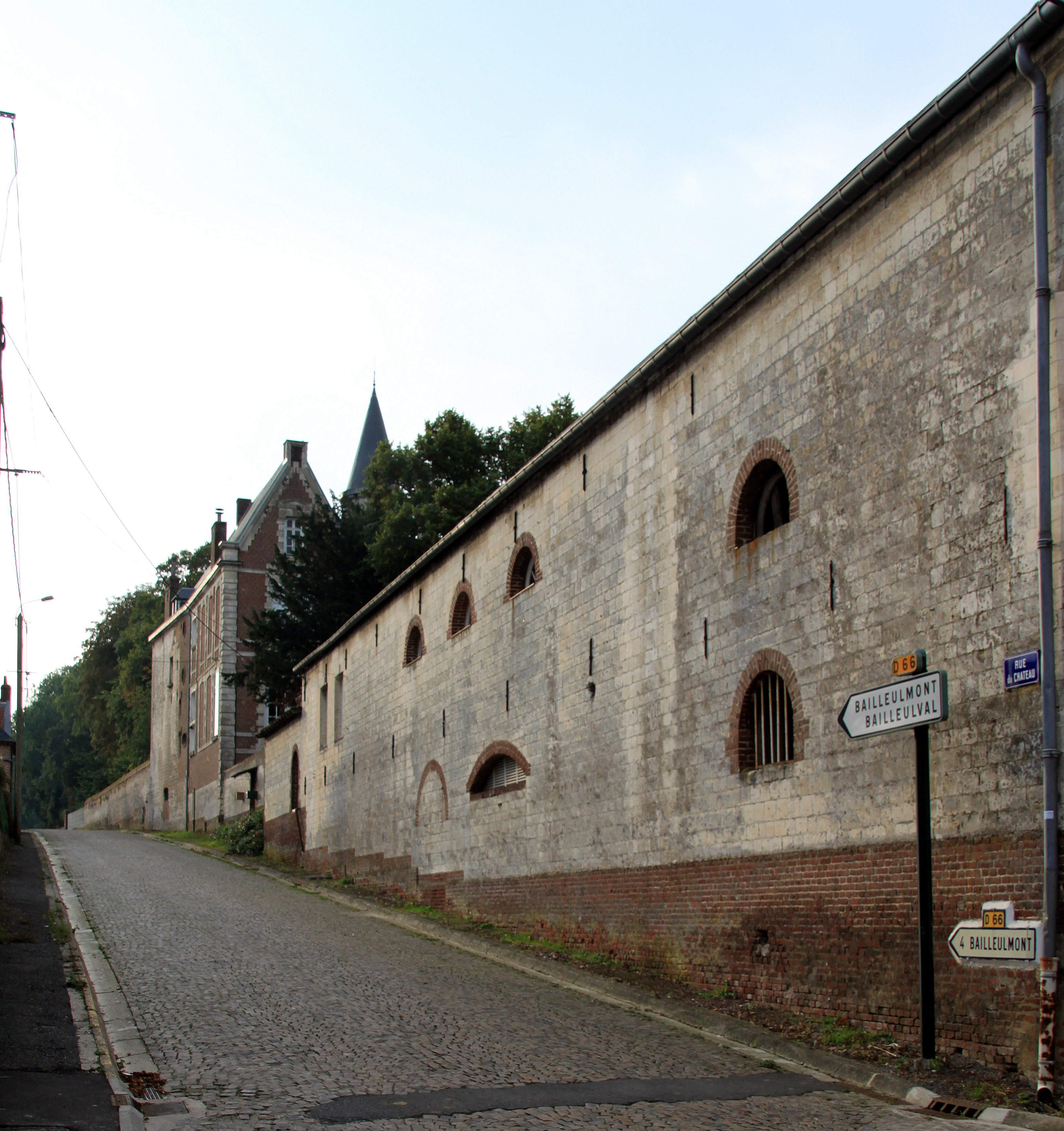
Blick zum Schloss
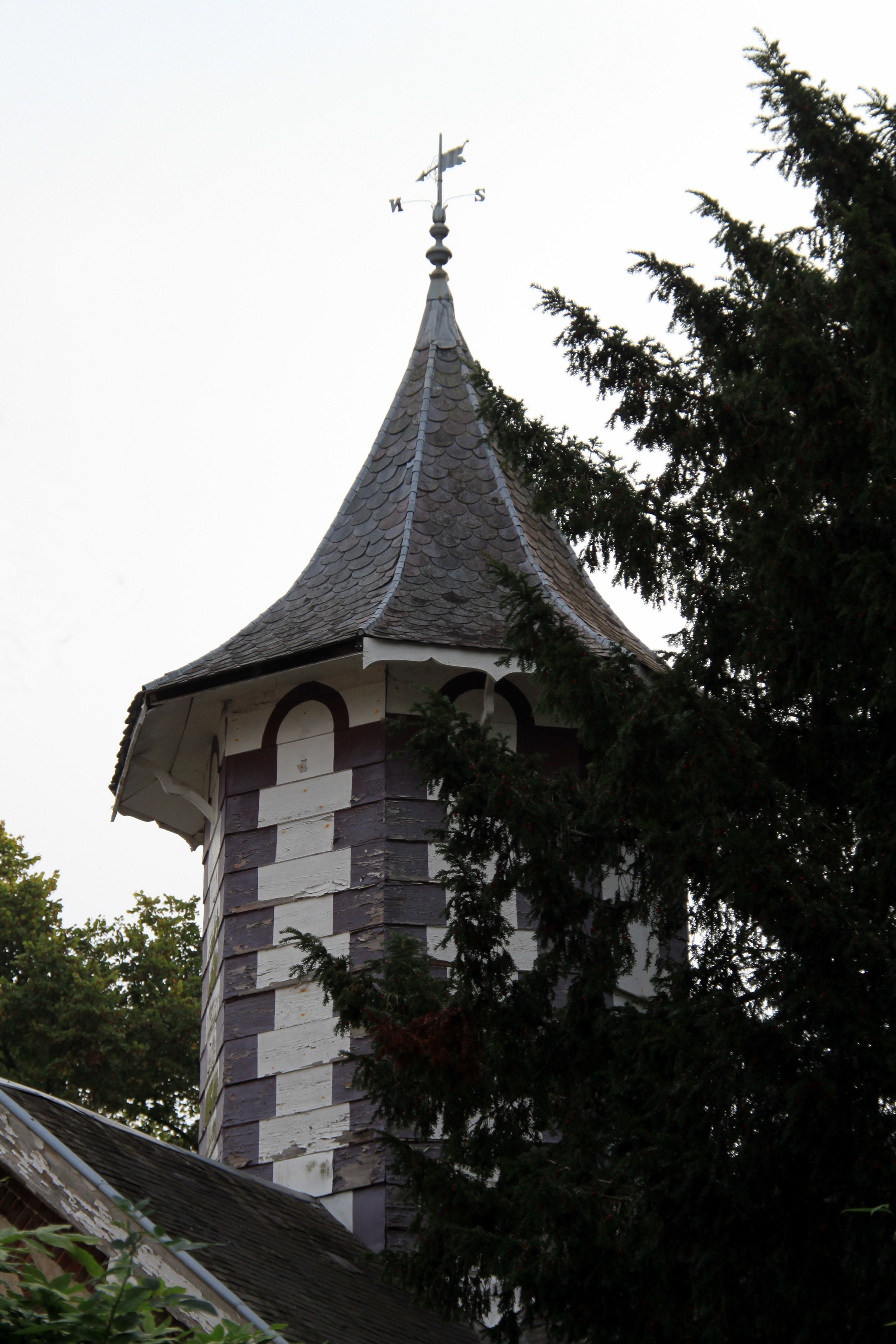
Taubenturm des Schlosses

- Schloss
- Oratorium

- Kirche Saint-Amand
- Blick zum Schloss
- Taubenturm des Schlosses